# Saint-Martin-du-Tartre
Saint-Martin-du-Tartre település Franciaországban, Saône-et-Loire megyében. Lakosainak száma 150 fő (2022. január 1.). Saint-Martin-du-Tartre Germagny, Bissy-sur-Fley, Culles-les-Roches, Genouilly, Le Puley, Saint-Maurice-des-Champs és Vaux-en-Pré községekkel határos.

## Népesség
A település népessége az elmúlt években az alábbi módon változott:
| Lakosok száma | 149  | 156  | 163  | 159  | 159  | 159  | 156  | 153  | 150  |
|               | 2013 | 2015 | 2016 | 2017 | 2018 | 2019 | 2020 | 2021 | 2022 |